# Duguetia peruviana
Duguetia peruviana este o specie de plante angiosperme din genul Duguetia, familia Annonaceae. A fost descrisă pentru prima dată de Robert Elias Fries, și a primit numele actual de la James Francis Macbride. A fost clasificată de IUCN ca specie pe cale de dispariție (stare critică). Conform Catalogue of Life specia Duguetia peruviana nu are subspecii cunoscute.